# Hwang Jin-hyok
Hwang Jin-hyok (28 novembre 1985) è un ex calciatore nordcoreano, di ruolo centrocampista.